# 탄탈로스

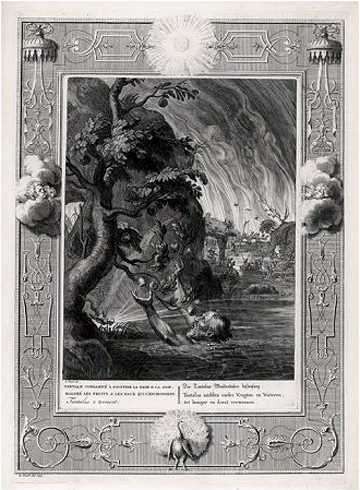

탄탈로스는 그리스 신화의 인물로 제우스와 요정 플루토의 아들이다. 자식으로 펠롭스와 니오베, 브로테아스를 두었다. 아들로 음식을 해서 신들을 시험하고 신들의 음식을 뺏들어가서 먹은 죄로 제우스에게 찍혀 타르타로스로 쫓겨나서 영원히 목마름과 배고픔에 시달리는 형벌을 받게 되었다.

## 펠롭스의 살해
탄탈로스는 원래 신들에게 총애받아 올림포스에 초대되어 신들과 어울리는 특권을 누리곤 했지만, 점차 오만해지더니 신들의 음식인 넥타르와 암브로시아를 훔쳐내는가 하면 사람들에게 신들의 비밀을 누설하곤 했다. 또한 오로지 신들을 시험하기 위해 신들을 초대한 후 아들 펠롭스를 죽여 그 고기로 요리를 만들어 대접했다. 신들은 음식에 손을 대지 않았으나 당시 딸 페르세포네가 납치되어 실의에 빠져 있던 데메테르만이 무심코 고기를 먹고 말았다. 노한 신들은 영원한 형벌을 받도록 타르타로스에 탄탈로스를 떨어트리고 죽은 펠롭스를 다시 살려냈는데, 데메테르가 먹어 버린 어깨 부분의 살은 다시 살아나지 않아서 하얀 상아로 어깨를 메꾸어 주었다.

## 타르타로스에서의 형벌
탄탈로스는 타르타로스의 연못에 서 있게 되었다. 물은 가슴까지 차오르고 머리 위에는 과일이 가득 매달린 가지가 늘어져 있는데, 물을 마시려 고개를 숙이면 물은 말라버리고, 과일을 따려고 손을 뻗으면 나뭇가지는 손이 닿지 않도록 높이 올라가 버려 영원한 갈증과 배고픔에 시달리게 되었다.

## 같이 보기
- 크세니아 (친절)
- 시시포스
- 프로메테우스